# Schweingartensee
Der Schweingartensee ist ein See in der Gemeinde Carpin im Landkreis Mecklenburgische Seenplatte. Er wird vom fast 22 km langen Floßgraben durchströmt, einem kleinen Fluss, der von Osten in den Woblitzsee der Havel mündet. Der See ist sehr stark gegliedert. Es gibt einen breiteren, durch drei Halbinseln geteilten, Südteil und einen schmaleren Nordteil mit einer größeren Insel im Norden. Der See hat eine Nord-Süd-Ausdehnung von etwa 2200 Metern und eine maximale West-Ost-Ausdehnung von etwa 600 Metern. Das Seeufer und dessen weitere Umgebung sind bewaldet. Der See liegt im östlichen Teil des Nationalparkes Müritz. Die umliegenden Höhen erreichen mit den Serrahner Bergen 124,2 m ü. NHN.
Der Name des Sees lässt sich von der hier früher üblicher Schweinemast (Hutung) in den Wäldern um den See herleiten.
Aufgrund einer regulierenden Wasserpegelanhebung (im Jahre 1994) ist der See rings von abgestorbenen und teilweise ins Wasser gesunkenen Bäumen gesäumt, was deutlich zu seinem malerischen und "wilden" Reiz beiträgt.

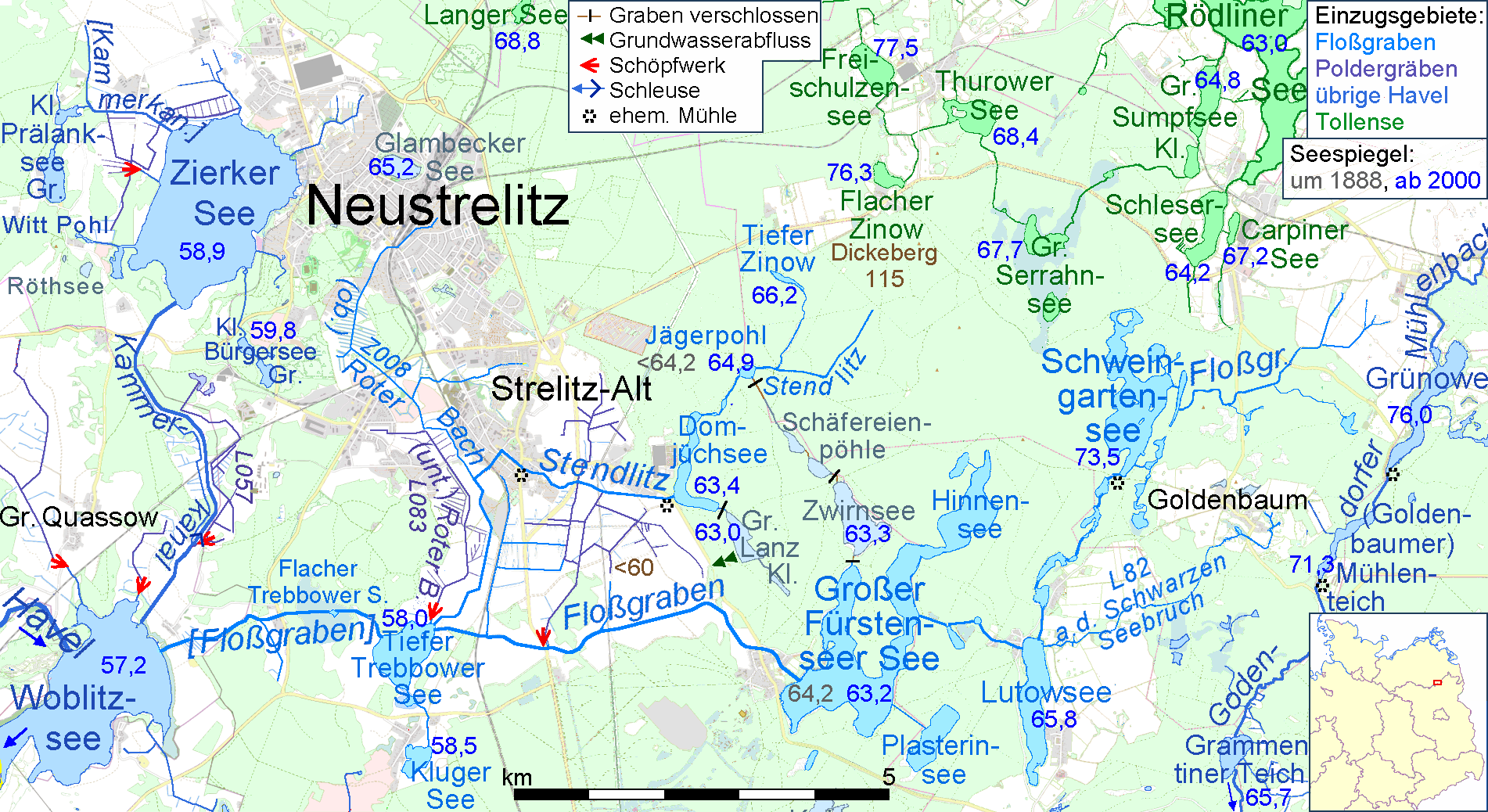
Der Schweingartensee im Verlauf des Floßgrabens (Havel)